# Z-37号驱逐舰
Z-37号（德語：Z 37）是纳粹德国海军于1940年代初建造的七艘1936A（动员）型驱逐舰之一。它自1940年1月2日开始在基尔的日耳曼尼亚船厂铺设龙骨，1941年2月24日下水，至1942年7月16日交付使用，其短暂的运用生涯大部分时间都被部署在法国。该舰参加了1943年底的比斯开湾海战，之后于1944年初遭姊妹舰Z-32号意外撞击。拖回港口后，德国海军认为Z-37号损毁严重，无法修复并解除了废舰体的武装。它于同年晚些时候退役，被其船员凿沉，继而于1949年由法国人拆解报废。

## 设计
1936A（动员）型驱逐舰较此前的1936A型略大，武器装备也更重。其水线长和全长分别为121.9米和127米，有12米的舷宽以及最大4.62米吃水深度；舰只的设计排水量为2,657吨，满载时则可达3,691吨。它由两台瓦格纳-德希马格齿轮传动蒸汽轮机提供动力，各负责驱动一副直径为3.30米的三叶螺旋桨。过热蒸汽则由六台瓦格纳水管锅炉供应，其运行压力为70標準大氣壓（7,093千帕斯卡），温度450℃。动力装置可输出70,000匹軸馬力（52,000千瓦特）的功率，使该舰的设计航速达到36節（67每小時）；并得益于最多825吨的燃料油贮量，它还能够以19節（35每小時）的速度的巡航2,950海里（5,460）。舰只的标准船员编制为11－15名军官和305－321名水兵；若担任区舰队旗舰，则可额外配备4名军官和19名水兵。
舰只的主炮为五门150毫米45倍径36式鱼雷艇炮，其中两门安装在前部的双联装炮塔上，另外三门安装在主舰艛后部配备炮挡的单装炮座上。该舰的防空武器则由安装在与后部烟囱并排的一对双联装炮座上的四门37毫米42式全自动高射炮和十门20毫米38式高射炮（分别安装在两个四联装和两个单装炮座中）组成。此外，Z-37号还在水上部分的两个四联装动力操纵式底座上装备有八具533毫米鱼雷发射管，每个底座均各配备一对可装填鱼雷。后甲板可安装四个深水炸弹发射器和水雷导轨，最大容量为60枚水雷。作为探测潜艇的工具，舰上也搭载有一套称为“群听装置”的被动式水听器，并可能安装有一套主动式声纳系统。在舰桥顶部则配备了FuMo-21型或FuMo-24型雷达。

### 改动
1943年初，Z-37号以另一组四联装的20毫米炮取代了前部的单座20毫米炮。该舰在入役后还配备了一套梅托克斯雷达探测器。

## 历史
Z-37号最初是作为1938B型驱逐舰于1939年6月26日从斯德丁的奥得船厂订购，但战争海军在同年9月19日取消了订单，改为1936A（动员）型驱逐舰向基尔的日耳曼尼亚重新订购，建造序列为627。它自1940年1月2日开始铺设龙骨，次年2月24日下水。由于战时人力和材料短缺，建造速度减慢，该舰直到1942年7月16日才在海军少校格奥尔格·朗黑尔德的指挥下交付使用，同一天入列第4驱逐区舰队服役。
入役后，Z-37号在从基尔前往斯维讷明德训练基地途中与一艘货轮相撞，不得不返回船厂接受维修。它于1942年12月完成战备训练，随即于次年1月23日作为战列舰沙恩霍斯特号和重巡洋舰欧根亲王号的护航舰从波罗的海出发前往挪威，但当这支部队被英国飞机发现时，行动被取消。3月5日，该舰换编至第8驱逐区舰队，并与队内的Z-23号、Z-24号、Z-25号和Z-32号一同执行“卡林行动”，穿越英吉利海峡移驻德占法国的大西洋沿岸。尽管受到英国海岸炮和鱼雷快艇的攻击，区舰队还是毫发无损地通过了多佛尔海峡，惟Z-37号途中在勒阿弗尔搁浅，导致右舷螺旋桨受损，直到3月18日才完成修复。
1943年3月28日，Z-32号成为四艘为试图驶往远东的意大利突围舰喜马拉雅号提供远程掩护的驱逐舰之一，另有9艘鱼雷艇提供近距离护航，但在被英国侦察机发现后，突围舰不得不折返波尔多。两天后，它又伙同Z-23号、Z-24号和Z-32号出发迎接即将抵达比斯开湾的另一艘意大利突围舰彼得罗·奥尔塞洛号；尽管德国驱逐舰群击退了英军的猛烈空袭，但彼得罗·奥尔塞洛号仍然被美国潜艇鲱鱼号发射的鱼雷击伤，直到4月2日才安全抵达吉伦特河口。4月9日，Z-37号再度尝试掩护喜玛拉雅号突破封锁，但依旧被英国人的空袭挫败。
12月24日，由包括Z-37号在内的六艘驱逐舰组成的第8驱逐区舰队和由六艘鱼雷艇组成的第4鱼雷艇区舰队出发迎接德国突围舰奥索尔诺号，并于次日与其会合。尽管遭到猛烈的空袭，它们还是设法将奥索诺号护送到吉伦特，但奥索尔诺号撞上了一艘水下沉船，不得不搁滩以拯救其货物。12月27日，Z-37号再度跟随第8驱逐区舰队和第4鱼雷艇区舰队出发，迎接另一艘回航的德国突围舰——2,729总吨的冷藏船阿尔斯特河岸号。德国人不知道的是，阿尔斯特河岸号已于27日傍晚遭到一架来自英国皇家空军第311中队的B-24解放者重型轰炸机袭击，迫使船员将其焚毁并遗弃。至12月28日中午时分，被派往“石墙行动”的英国轻巡洋舰格拉斯哥号和企业号在比斯开湾进行拦截巡逻时，遇到了德国驱逐舰和鱼雷艇群，就此引发比斯开湾海战。德国部队试图采取钳形机动，却因海浪汹涌而未能成事。驱逐舰Z-27号、鱼雷艇T-25号和T-27号相继被击沉。Z-37号则向英国巡洋舰发射了六枚鱼雷，但均未命中。
1944年1月30日，当Z-37号与Z-23号和Z-32号在比斯开湾南部进行训练演习时，不慎与后者相撞。撞击引爆了Z-37号的一枚鱼雷弹头，引发火灾并点燃了部分防空弹药，导致舰体大面积进水。它被Z-23号拖回波尔多，但德国海军认为损毁严重，修复成本过高，遂宣布为推定全损，并将其火炮拆除移至吉伦特河口，以加强海岸防御。8月24日，Z-37号在盟军抵达波尔多前不久退役，再由其船员自行凿沉。这批船员被编入纳尔维克海兵营，并作为德国海军的步兵部队在吉伦特要塞作战。舰体残骸则于1949年由法国当局拆解报废。

## 脚注
1. ↑  Koop & Schmolke，第27頁.
2. 1 2  Gröner，第79頁.
3. 1 2  Koop & Schmolke，第117頁.
4. ↑  Sieche，第234頁.
5. ↑  Whitley，第68, 71–72, 201頁.
6. ↑  Friedman，第205–206頁.
7. ↑  Whitley，第73頁.
8. ↑  Koop & Schmolke，第40頁.
9. ↑  Koop & Schmolke，第24–25頁.
10. ↑  Whitley，第207頁.
11. ↑  Koop & Schmolke，第24, 116頁.
12. ↑  Rohwer，第227–228頁.
13. ↑  Koop & Schmolke，第72頁.
14. ↑  Rohwer，第236頁.
15. ↑  Rohwer，第241頁.
16. ↑  Rohwer，第294頁.
17. 1 2  Rohwer，第295頁.
18. ↑  Koop & Schmolke，第72–73, 117頁.
19. ↑  Rohwer，第303, 348頁.
20. ↑  Koop & Schmolke，第74, 117頁.